# Platynothrus skottsbergii
Platynothrus skottsbergii är en kvalsterart som beskrevs av Trägårdh 1931. Platynothrus skottsbergii ingår i släktet Platynothrus och familjen Camisiidae. Inga underarter finns listade i Catalogue of Life.